# 资本主义萌芽
资本主义萌芽是从明朝中晚期到清朝早期（16至18世纪）的经济现象，中国大陆的历史学家把它视为类似于工业化前的欧洲的发展阶段，本土工业资本主义发展的先驱。朝鲜民族主义史学也采用这个说法，同时也可以指代西方资本主义国家的资产主义早期阶段。

## 历史
资本主义萌芽论可以追溯到中国社会史论战。据现有文献，最早的相关论述是1935年邓拓的研究，他认为鸦片战争前中国已经产生“新的社会经济系统的苗芽”。此后吕振羽在1940年明确提出明末已经“出现了资本主义性的手工业工场的雏形”，清朝则已“培养着资本主义的因素”。
1952年出版《毛泽东选集》第二卷时，在《中国革命和中国共产党》中加入了关于资本主义萌芽的一段话：“中国封建社会内的商品经济的发展，已经孕育着资本主义的萌芽，如果没有外国资本主义的影响，中国也将缓慢地发展到资本主义社会。”
1954年对《红楼梦》的时代背景的讨论，引发了关于资本主义萌芽问题的讨论。傅衣凌、侯外庐、吴晗、尚钺、翦伯赞、吴大琨、黎澍等中国历史学家相继撰文，后来汇编为1957年的《中国资本主义萌芽问题讨论集》和1960年的《中国资本主义萌芽问题讨论集·续编》。 他们确定了一些发生于16世纪至18世纪的中国经济进步，包括农业进步和手工艺技术的提高，市场的改善和扩大，以及工资和劳动关系的变化。
文革结束后，讨论继续。值得注意是许涤新、吴承明主编的《中国资本主义发展史》第一卷《中国资本主义的萌芽》于1985年出版，集中反映了中国学者资本主义萌芽研究的学术成果。1990年代后，相关讨论在中国学术界沉寂下来。

## 内容

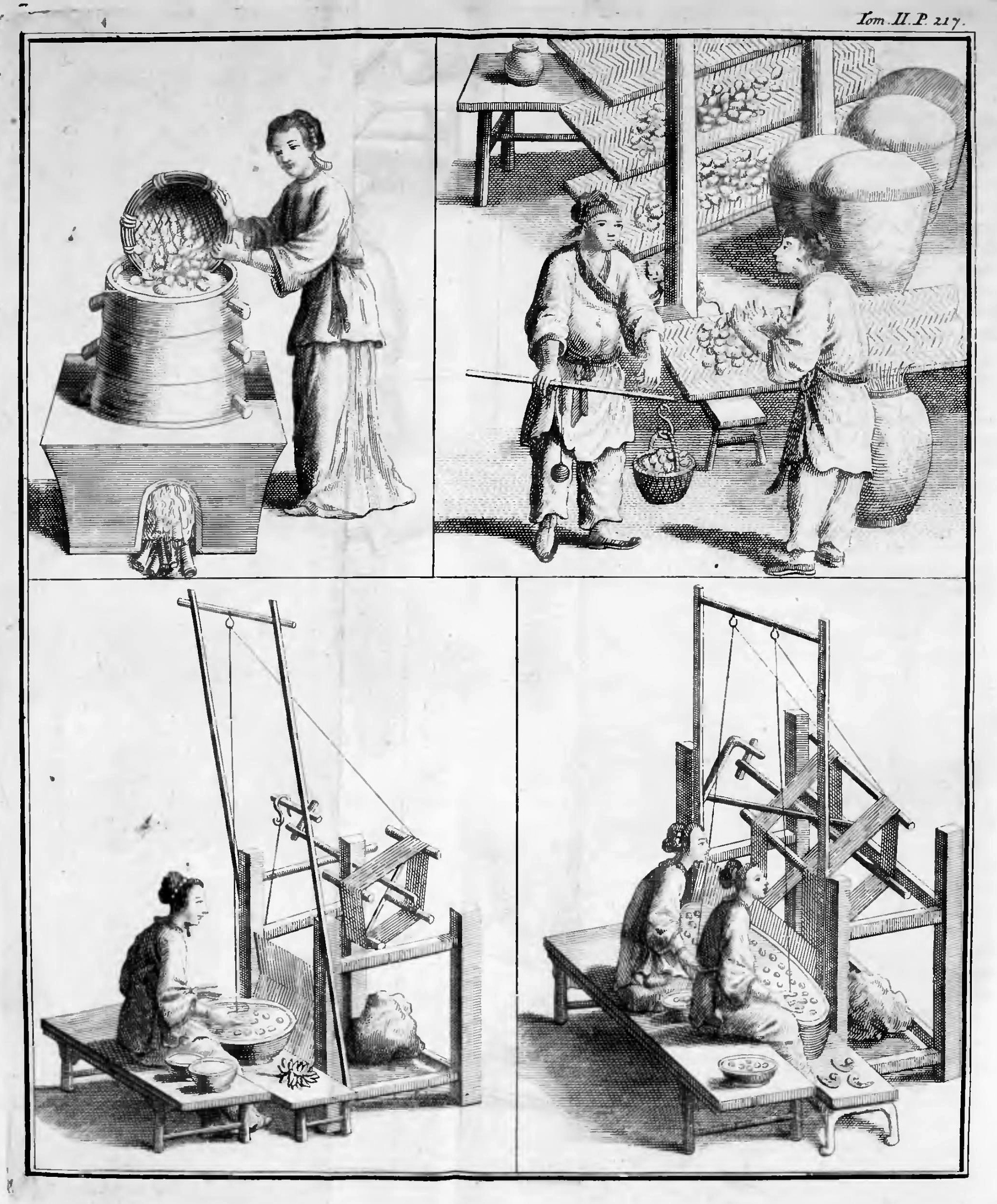
陶瓷和丝绸业工作人员（18世纪初）

如何定义“资本主义萌芽”：吴承明提出，“第一，应把资本主义萌芽如实地看作是资本主义生产关系的发生过程”；“第二，资本主义萌芽指的是一种生产关系，而不是一厂一店”，不能举例论证；“第三，资本主义萌芽是一种新的、先进的生产关系”，将导向新的生产方式。
研究者已经指出，晚明和清初，雇傭勞動在纺织品、纸张和其他行业增加。然而，他们缺乏欧洲工厂中生产的会计方法。
中国出口到西方，来自美洲的银流入，扩大货币供应量，驱动商业化、市场和税收。接下来的几个世纪是区域专业化和农村市场的一体化。

## 评价
- 日本的中国史专家在20世纪50年代也得出了相似的结论，尽管他们总结说，决定性的转变是不可能的。20世纪80年代，日本晚明史学家护雅夫说这项工作“未能产生令人满意的理论成果，虽然它发现了丰富的迄今未知的历史事实”。[13]
- 西方的经济历史学家倾向于否认这些发展预示着朝资本主义转变。[3][14] 罗兹·墨菲则评价说：“中国的马克思主义历史学家把明代的这些发展趋势称为‘资本主义早期的萌芽’，这些见解是非常合理的。”[15]
- 李伯重认为“资本主义萌芽并不仅仅是一个单纯的学术问题，而且也是一个具有强烈民族感情的问题”，资本主义萌芽研究是由“别人有，我们也有”的“争气”心态引起的，是缺乏民族自信心的表现。因此随着中国国力的提高，年轻学者对资本主义萌芽研究的兴趣随之减弱。[16]
- 经济学家菲利普·黄和李伯重抨击“资本主义萌芽”理论。他们质疑这一基本假设仅仅基于欧洲的发展经验，并认为这种类比是以欧洲式的方法扭曲地研究中国历史。[17][18][19]
- 王学典认为包括资本主义萌芽问题在内的“五朵金花”问题是“假问题”，但蕴含着“真学术”。
- 黄仁宇认为需要把资本主义看成一种组织和运动。说中国已有了资本主义萌芽实无意义，就像是把小孩子叫做“预备成人”。[20]

## 其他
朝鲜民族主义历史学家接受萌芽论，以反对认为朝鲜工业化是日本工业化的结果的观点。 根据这一理论，17世纪的劳力短缺下，农民采用更有效耕作方法，导致商业化和原始工业化，这被日本19世纪后期的干扰截断。 这成为南、北朝鲜的学校教科书的正统理论。 然而，自1980年代以来，韩国历史学家对这个理论失望。

## 参看
- 亚细亚生产方式
- 中国经济史
- 大分流

### 引用
1. ↑  仲 (2003)，第224-225頁.
2. ↑  Feuerwerker (1961)，第327頁.
3. 1 2  Brook (2002)，第150頁.
4. ↑  Myers & Wang (2002)，第643-644頁.
5. ↑  Faure (2006)，第16-17頁.
6. ↑  仲 (2003)，第227頁.
7. ↑  仲 (2003)，第234頁.
8. ↑  Faure (2006)，第17頁.
9. ↑  Rowe (2002)，第526頁.
10. ↑  Faure (2006)，第18頁.
11. ↑  Myers & Wang (2002)，第589–590頁.
12. 1 2  Von Glahn (1996)，第2頁.
13. ↑  Brook (2002)，第151–152頁.
14. ↑  Pomeranz (2000)，第217頁.
15. ↑  墨菲 (2004)，第296頁.
16. ↑  李 (2000)，第23頁.
17. ↑  Huang (1991)，第313–314頁.
18. ↑  Li (1998)，第161–163頁.
19. ↑  Ma (2004)，第261頁.
20. ↑  黄 (2008)，第295頁.
21. ↑  Eckert (1996)，第2頁.
22. ↑  Cha (2004)，第279–280頁.
23. ↑  Cha (2004)，第278頁.
24. ↑  Cha (2004)，第278, 288–289頁.